# Prusinowo (powiat mrągowski)
Prusinowo (niem. Pruschinowen, 1930–1945 Preußental) – wieś w Polsce położona w województwie warmińsko-mazurskim, w powiecie mrągowskim, w gminie Piecki. W latach 1975–1998 miejscowość położona była w województwie olsztyńskim.
W 2010 roku w Prusinowie zamieszkiwało 115 osób (53 kobiety i 62 mężczyzn), co stanowiło 1,42% ogółu mieszkańców gminy.

## Historia
Powstanie Prusinowa datuje się na lata od 1467 do 1470. Okres rozwoju Prusinowa przypada na końcówkę XVIII w. Przez wiek XIX Prusinowo rozwija się dość dynamicznie, liczyło 43 dymy i 256 mieszkańców. Ludność wsi trudniła się wypalaniem wapna. Zabudowa wsi ukształtowała się w prostokątną ulicówkę nad zatoką jeziora Nawiady.
Do 1930 r. miejscowość nosiła nazwę Pruschinowen, a od 1930 r. Preussental, a od zakończenia drugiej wojny światowej i osiedlenia się ludności polskiej miejscowość nosi obecną nazwę. 
W 1818 r. w Prusinowie istniała szkoła, nauczycielem był Jan Bielski, uczęszczało do niej 24 uczniów. Była to szkoła jednoklasowa. W 1935 r. struktura nauczania w szkole nie zmieniła się, uczęszczało wtenczas do niej 30 uczniów. 
Przed drugą wojną światową Prusinowo należało do parafii w Nawiadach i liczyło 222 mieszkańców.